# Alta suciedad
Alta suciedad (česky vysoká špína, ve smyslu špinavá vysoká společnost) je název první desky argentinského zpěváka Andrése Calamara z roku 1997. V té době byl Calamaro členem skupiny Los Rodríguez.

## Seznam skladeb
1. Alta suciedad
2. Todo lo demás
3. Donde manda marinero
4. Loco
5. Flaca
6. ¿Quién asó la manteca?
7. Media Verónica
8. Tercio de los sueños
9. Comida china
10. Elvis está vivo
11. Me arde
12. Crímenes perfectos
13. Nunca es igual
14. Novio del olvido
15. Catalina bahía